# Briseïs

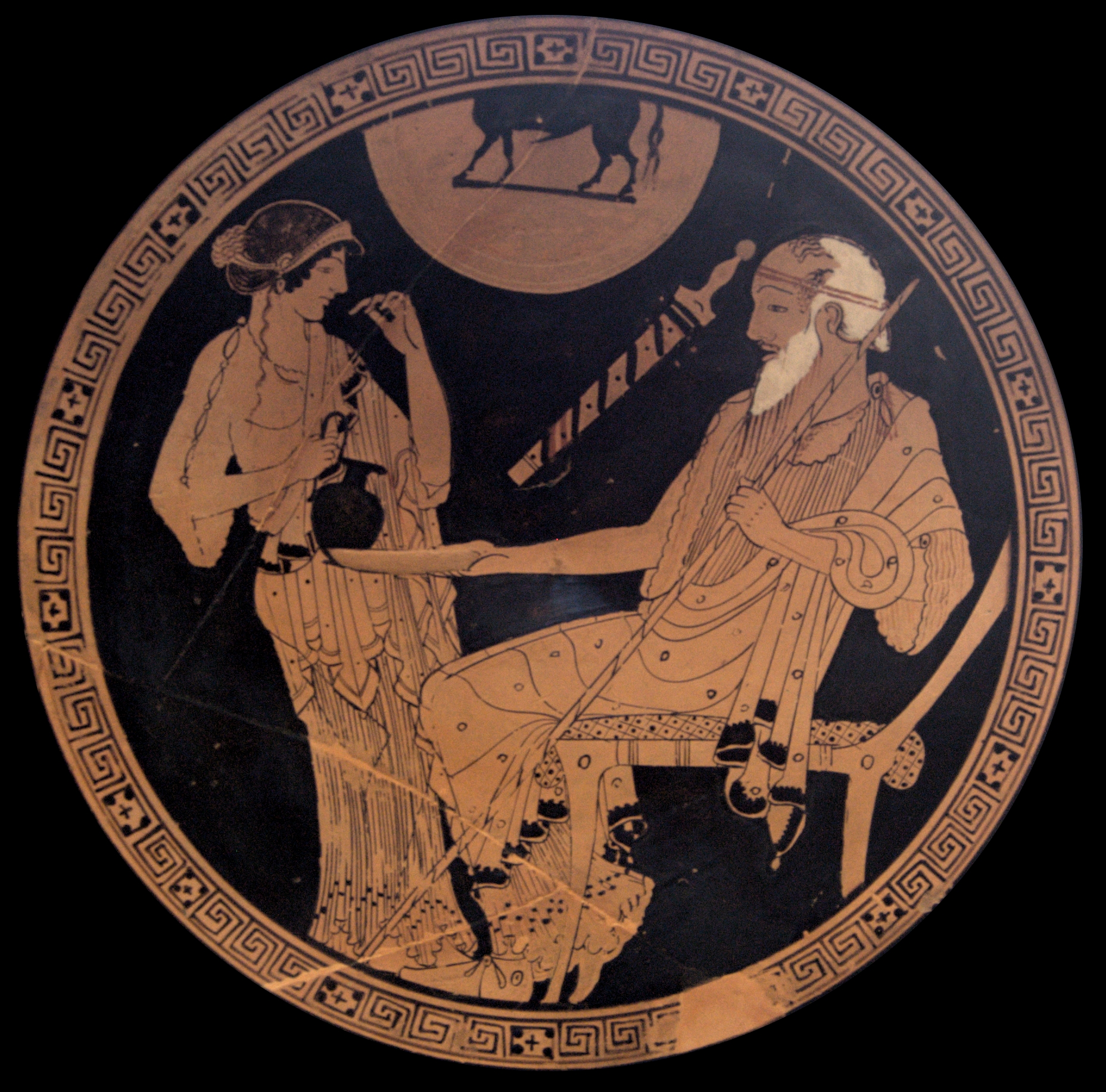
Briseïs en Phoenix

Briseïs (Grieks: Βρισηΐς, Brisêis) was een Trojaanse weduwe (van Lyrnessos, gehuwd met Mines), die door Achilles tijdens de Trojaanse Oorlog als oorlogsbuit was ontvoerd. Zij werd zijn lievelingsslavin en minnares. Nadat Agamemnon zich door een orakelvoorspelling verplicht zag Chryseïs op te geven, eigende hij zich Briseïs toe.
De wrok van Achilles die hierop volgde wordt bezongen in de Ilias van Homeros: Achilles trok zich terug uit de oorlog en de Grieken verloren de bovenhand in de strijd. Zelfs nadat Agamemnon Briseïs teruggegeven had (en hierbij niet naliet te vermelden dat hij haar niet aangeraakt had), bleef Achilles koppig volharden. Slechts toen zijn beste vriend Patroclus door Hector gedood werd, liet hij zijn wrok jegens de Grieken varen en ging de strijd aan met Hector.
- Bibliothèque nationale de France: cb15001888j (data)
- Gemeinsame Normdatei: 124566685
- Library of Congress Control Number: nb2020006854
- Réseau des bibliothèques de Suisse occidentale: 02-A010057257
- Système universitaire de documentation: 121664988
- Virtual International Authority File: 25539929